# Frontino (Antioquia)
Frontino municipio de Colombia, localizado en la subregión Occidente del departamento de Antioquia. Limita con los municipios de Uramita, Dabeiba, Murindó, Vigía del Fuerte, Urrao, Abriaquí y Cañasgordas. Su cabecera municipal está a 172 kilómetros de Medellín; distancia que recientemente ha sido acortada en 26 kilómetros con la inauguración del Túnel de Occidente.
Apelativos: Emporio Panelero de Antioquia, Perla de Occidente y La Ciudad Dulce de Colombia.

## Toponimia
Según la versión más aceptada, el nombre "Frontino" se debe al afloramiento de roca de color claro del Cerro Plateado, que domina el panorama de la cabecera, puesto que la palabra "frontino" indica la presencia de una mancha blanca o lucero en la frente de los caballos y otros animales. 

## Historia
Fue fundado el 12 de diciembre de 1806. En 1850 es elevado a la categoría de distrito parroquial. En 1859 se erige como municipio. En 1883 se construye el primer templo. En 1959 se inauguró el aeródromo de Frontino.
Desde 1806 existía en el mismo lugar que hoy ocupa Frontino, un pequeño caserío fundado por unos señores Arias Guzmán, venidos de Sabanalarga y Cañasgordas.
En 1842 vinieron habitantes de Santa Fe de Antioquia y otros lugares del Departamento. En el año de 1872 no se veía edificio de tejas por parte alguna, sólo una pequeña iglesia de tapia y teja, las demás eran pajizas.
El nombre del municipio se ha querido explicar por el vocablo que indica la presencia de algunas manchas blancas en la frente de los caballos, micos y otros animales, también, la placa brillante que ostenta el Cerro Plateado en su parte superior; otros dicen que viene del Páramo del Frontino, inmensa mole montañosa que pertenece al distrito de Urrao. De las anteriores hipótesis, la más aceptada popularmente es la primera.
Frontino continúa siendo un distrito panelero y rico en agua. De parque amplio y templo imponente. En los resguardos indígenas, los Emberá Catíos todavía conservan su cultura y venden artesanías hechas en iraca y hoja de caña.

## División Político-Administrativa
Además de su Cabecera municipal. Frontino tiene bajo su jurisdicción los siguientes centros poblados:
- Carauta
- Murrí (La Blanquita)
- Musinga (Tabladito)
- Nutibara
- Pontón

## Demografía
Población total: 20 739 hab. (2018)
- Población Urbana: 8 639
- Población Rural: 12 100

Alfabetismo: 78.3% (2005)
- Zona urbana: 89.9%
- Zona rural: 70.0%

### Etnografía
Según las cifras presentadas por el DANE del censo 2005, la composición etnográfica del municipio es: 
- Mestizos y blancos (88,6%)
- Indígenas (10,4%)
- Afrocolombianos (1,0%)

## Geografía
El área municipal es de 1263km², con un territorio montañoso correspondiente a la cordillera Occidental de los Andes. El municipio está dividido en ocho corregimientos que reúnen cincuenta y siete veredas. El área urbana está dividida en trece barrios.
Se encuentra a 1 hora y 40 min de la cabecera municipal, su agricultura se caracteriza por la siembra de caña de azúcar, frijol y maíz entre otros. Clima cálido, poca población, es rico en flora y fauna. 

### Orografía
Frontino posee un territorio que en su mayor parte es quebrado, perteneciente a la Cordillera Occidental. Del Cerro Plateado se desprenden las cadenas montañosas del Cárcamo, Nore y Musinga, así como la cordillera que separa las hoyas de los ríos Sucio y Murrí. También son importantes la Cordillera de Curbatá, que marca límites con Dabeiba y Murindó y va a terminar en la "Cerrazón de Murrí", y la cadena de colinas que nace en el Cerro Carauta.

### Hidrografía
Sus dos principales hoyas son las del río Sucio y el Murrí. Al primero vierten sus aguas el Herradura (que recibe al río El Cerro/Frontino), el río Verde (que a su vez recibe las del río Musinga) y el riachuelo Nobogá. Al segundo, el Murrí, que cruza un valle regado por más de 40 ríos, quebradas y arroyos, se forma por la confluencia de los ríos Chaquenodá y Jengamecodá, y recibe el río Pantanos, antes de dirigirse a territorio de Vigía del Fuerte y su desembocadura en el Atrato.

### Principales alturas
El municipio posee alturas superiores a los 3000 m sobre el nivel del mar, sobresalen: El Cerro Plateado (3480 m), Morro Pelado, Chaquenodá y los altos Musinga, de Pila y El Madero.

### Ecología y biodiversidad
De acuerdo a lo plasmado en el Plan de Desarrollo Municipal vigente, Frontino se caracteriza por ser diverso en flora y fauna  y en riquezas hídricas lo que lo posiciona en temas medioambientales en una categoría especial. Su reserva forestal está conformada por 126.685,84 ha , haciendo parte del parque nacional Natural Las Orquídeas.
Cabe anotar que a través del acuerdo 011 de 2019 se adoptó el Magnolia frontinoensis (Almanegra) como el árbol municipal, del cual se estableció ser originario del municipio después de varios estudios.

## Vías de comunicación
El municipio se comunica con Urabá y el centro del departamento a través de la vía al mar, de la cual se desprende un ramal que se dirige a la cabecera municipal. Además, Frontino está unido con Abriaquí y en su interior cuenta con algunas vías de penetración, que se dirigen a Musinga, Nutibara, Carauta, Murrí, Nobogá y Fuemia, entre otras. La población también posee una pista pavimentada de aterrizaje "Aeropuerto Guillermo Gaviria Correa", ubicada a 15 minutos de la cabecera municipal. Y está en construcción la nueva carretera por la vereda de la Herradura para salir a la vía al mar.

## Economía
La economía de Frontino se basa en: 
- La agricultura (café, caña de azúcar para la producción de panela).
- avicultura. Importante producción en el municipio.
- La ganadería integral.
- La minería. Es la actividad económica más importante, siendo el oro el principal producto.
- Los biocombustibles En 2009 se dio al servicio una planta para la producción de 5.400 litros de etanol (bioetanol) por día en el municipio, la cual se encuentra fuera de servicio actualmente.

## Fiestas
- Fiestapatronales de la Virgen Del Carmen en julio 16.
- Fiesta del Corpus Cristi y altar de San Isidro.
- Fiestas de la Panela, en la que se realizan diversos actos culturales, deportivos, sociales y económicos, además del tradicional Reinado de Belleza. (DICIEMBRE)
- Fiestas del Cacique (Nutibara).

## Sitios de interés
El municipio de Frontino tiene una gran variedad de sitios que pueden ser visitados por las personas que se dirijan a este bello municipio. Este municipio a pesar de que cuenta con varias dependencias importantes en su administración no cuenta con oficina de turismo y hace que empresas o el sector privado sean el motor de desarrollo de este rubro en el municipio. Para hacer recorridos en el municipio o reservar un hotel el turista debe hacerlo por sus propios medios O mediante la empresa ACB Marketing Solutions que promociona algunos municipios Turísticos en el occidente antioqueño. (Enlace externo) los sitios de interés son los siguientes:

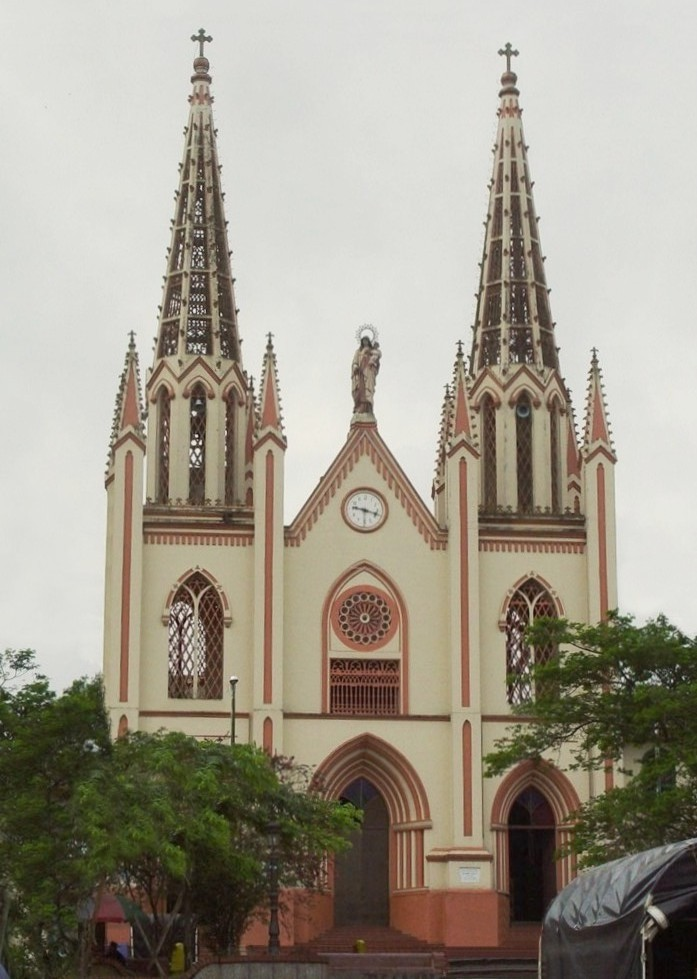
Basílica Menor de Nuestra Señora del Carmen.

- Basílica Menor de Nuestra Señora del Carmen .
- parque nacional natural Las Orquídeas.
- Las tres cascadas continuas del río Curbata, que originan una caída de 300 metros.
- Los balnearios del Norte y las tres fuentes termales
- Resguardos indígenas Emberá-Catíos.
- Estancias paneleras, especialmente las ubicadas en el corregimiento de Musinga.
- Cavernas del corregimiento de El Cerro.
- Corregimiento de Nutibara, donde se han encontrado tumbas indígenas.
- Corregimientos de Carauta, Fuemia y Murrí, donde se han realizado excavaciones arqueológicas.
- Minas de oro El Cerro.
- Laguna de Pegadó, en la cabecera del río que lleva el mismo nombre.
- Río Chaquenodá, ubicado en el corregimiento de Murrí, ideal para la pesca.
- La Cueva de Orobajo, una especie de camino subterráneo, en el paraje "El Limo".